# Spojené státy Velkého Rakouska

Národnostní mapa

Spojené státy Velkého Rakouska (německy Die Vereinigten Staaten von Groß-Österreich) byl název plánovaného státního útvaru, který měl vzniknout federalizací rakousko-uherské monarchie. Projekt vypracoval v roce 1906 Aurel Popovici na objednávku arcivévody Františka Ferdinanda. Jeho cílem bylo omezit národnostní napětí v říši vytvořením patnácti poloautonomních států na etnickém základě:
- Německé Rakousko (dnešní Rakousko včetně Jižních Tyrol a částí jižních Čech a Moravy) – Němci
- Čechy a Morava (s části Těšínska) – Češi
- Německé Čechy
- Německá Morava
- Západní Halič – Poláci
- Východní Halič – Ukrajinci
- Slovensko – Slováci
- Maďarsko – Maďaři
- Sedmihradsko – Rumuni
- Sikulsko – Maďaři
- Vojvodina – Srbové
- Chorvatsko – Chorvati
- Terst – Italové
- Kraňsko – Slovinci
- Tridentsko – Italové

Také se předpokládalo vytvoření samosprávných oblastí v místech německých jazykových ostrovů: Banát, Spiš, okolí měst Jihlava, Brašov nebo Kočevje. Do plánu nebyla zahrnuta Bosna a Hercegovina, tehdy okupované území s nejistým budoucím statusem.
Za svého života František Ferdinand neměl patřičný vliv k prosazení změn, pak realizaci plánu zabránila první světová válka.